# Гадзинка

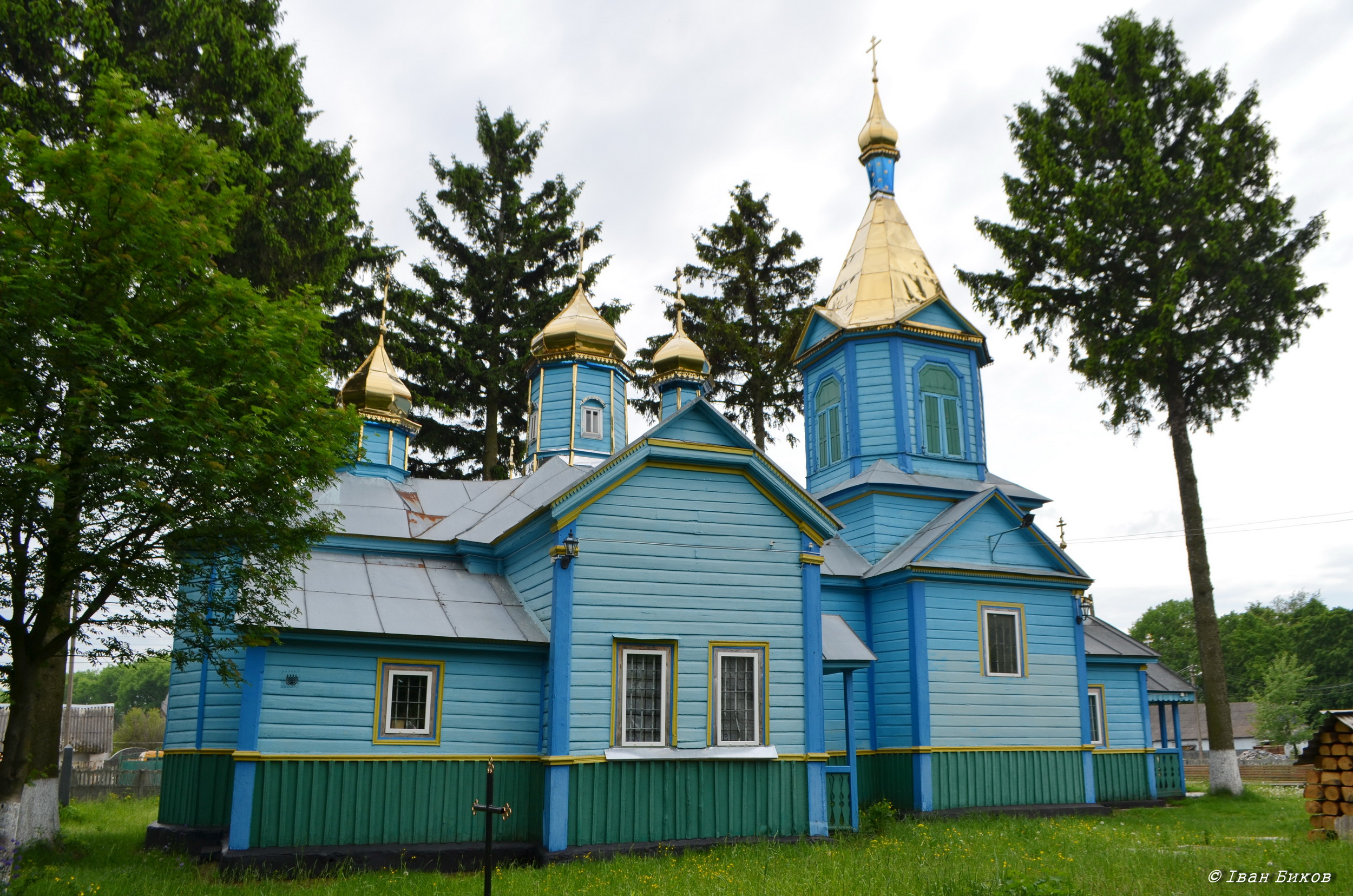
Михайловская церковь

Гадзинка (укр. Гадзинка) — село на Украине, находится в Житомирском районе Житомирской области. Через село протекает река Руда, приток Тетерева.
Код КОАТУУ — 1822082003. Население по переписи 2001 года составляет 625 человек. Почтовый индекс — 12404. Телефонный код — 412. Занимает площадь 2,155 км².

## Адрес местного совета
12403, Житомирская область, Житомирский р-н, с.Глубочица, ул.М.Грушевского, 4